# Supercoppa russa 2019 (pallavolo femminile)
La Supercoppa russa 2019 si è svolta il 16 novembre 2019: al torneo, dedicato alla memoria della pallavolista Valentina Marčuk, hanno partecipato due squadre di club russe e la vittoria finale è andata per la prima volta alla Lokomotiv Kaliningrad.

## Regolamento
Le squadre hanno disputato una gara unica, valida peraltro anche per la quinta giornata di regular season del campionato 2019-20.

## Squadre partecipanti
| Squadra               | Qualificazione                                      | Ultima partecipazione |
| --------------------- | --------------------------------------------------- | --------------------- |
| Dinamo Mosca          | Vincitrice Superliga 2018-19 e Coppa di Russia 2018 | Supercoppa russa 2018 |
| Lokomotiv Kaliningrad | Finalista Superliga 2018-19                         | Debutto               |

## Torneo
| 16 novembre 2019 Dvorec sporta Dinamo, Mosca Durata: 1h:26 - Spettatori: ? | Dinamo Mosca | 0 - 3 | Lokomotiv Kaliningrad | 22-25, 24-26, 22-25 |